# Minamoto no Kanemasa
Minamoto no Kanemasa (源兼昌?) fue un poeta y cortesano japonés que vivió en la segunda mitad de la era Heian. Su padre fue Minamoto no Kanesuke.

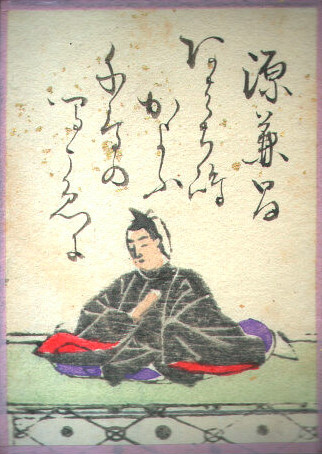
Minamoto no Kanemasa, en el Ogura Hyakunin Isshu.

Le fue conferido el grado de Jugoi pero posteriormente se convierte en un monje budista. Se desconoce su fecha de muerte, pero hacia 1128 todavía aún vivía. Participó en varios concursos de waka en 1100, 1115, 1118 y 1119, fue activo en los círculos poéticos patrocinados por el retirado Emperador Horikawa y por el Naidaijin Fujiwara no Tadamichi. Adicionalmente organizó un concurso de waka en 1116.
Sus poemas fueron incluidos en diversas antologías imperiales como el Kin'yō Wakashū, el Shika Wakashū, el Senzai Wakashū, el Senzai Wakashū y el Shinsenzai Wakashū. También fue incluido en la antología Ogura Hyakunin Isshu. No hizo una compilación personal de sus poemas.